# 激指
『激指』（げきさし）シリーズは、コンピュータ将棋ソフトウェアのシリーズ。市販ソフトはマイナビ出版（旧・毎日コミュニケーションズ→マイナビ）より発売されている。

## 概要
元々は東京大学・近山隆研究室に所属していた鶴岡慶雅（現・東京大学大学院工学系研究科教授）ら有志が開発したソフト。思考ルーチンには、プロ棋士の棋譜を元に有効と思われる手を絞り込む実現確率探索を用いている。2000年から世界コンピュータ将棋選手権に参加し、2002年には初優勝を果たした。通算4度の優勝を誇るソフトウェアである。
2005年のアマチュア竜王戦に招待選手として出場し、ベスト16に進出した。この活躍は "激指ショック" と呼ばれ話題となった。
2008年の世界コンピュータ将棋選手権後のエキシビション対局では、当時のアマチュア名人の清水上徹に勝利を収めた。（ただし持ち時間が各15分とプログラム側に有利なルール。）
2010年10月11日、激指、GPS将棋、Bonanza、YSSによる合議制で作られた「あから2010」が清水市代女流王将と対戦し、あから2010が勝利した。
市販ソフトとしては2001年にMicrosoft Windows用の「将棋レボリューション 激指」が発売されたのを皮切りに、PlayStation 2やPlayStation Portable版、ニンテンドーDS版、携帯電話向けアプリ（iモード・Yahoo!ケータイ対応）が発売されている。なお世界コンピュータ将棋選手権出場用のプログラムはLinux用に書かれているが、市販ソフトにLinux版はない。また、市販ソフト版では、対局後に悪手の指摘や形勢判断をしてくれる棋譜解析機能を採用したことにより、将棋ソフトを対戦だけではなく上達のために利用できるようになった。2019年現在の最新版である『将棋レボリューション 激指15』では、渡部愛・香川愛生といった女流棋士による指導対局機能なども搭載されている。無断使用・複製不可。
また、『激指』を冠してはいないが、Nintendo Switch用『棋士・藤井聡太の将棋トレーニング』は、『激指』の思考をベースにしている。一方で、初心者～級位者向けに「人間の初心者がよく指すような手を指してくる」ように調整してある。

## 略歴
- 2000年3月 - 第10回コンピュータ将棋選手権に初参加。成績：一次予選6位/26チーム、二次予選9位/24チーム
- 2001年3月 - 第11回コンピュータ将棋選手権参加。成績：二次予選3位/24チーム、本戦4位/10チーム
- 2001年12月 - 『将棋レボリューション 激指』発売
- 2002年5月 - 第12回コンピュータ将棋選手権参加。成績：二次予選2位/24チーム、本戦優勝/8チーム
- 2002年10月 - コンピュータ将棋王者決定戦 2002参加。成績：5位/8チーム
- 2002年12月 - 『将棋ワールドチャンピオン 激指2』発売
- 2003年1月 - 『将棋ワールドチャンピオン 激指2』(PS2用)発売
- 2003年5月 - 第13回コンピュータ将棋選手権参加。成績：本戦3位/8チーム
- 2003年12月 - 『将棋プロフェッサー 激指3』発売
- 2004年5月 - 第14回コンピュータ将棋選手権参加。成績：本戦2位/8チーム
- 2004年12月 - 『スーパー将棋マシン 激指4』発売
- 2005年5月 - 第15回コンピュータ将棋選手権参加。成績：本戦優勝/8チーム
- 2005年10月 - コンピュータ将棋王者決定戦 2005参加。成績：3位/8チーム
- 2005年11月 - コンピュータ将棋2005 世界最強決定戦参加。成績：2位/3チーム
- 2005年12月 - 『将棋ワールドチャンピオン 激指5』発売
- 2006年5月 - 第16回コンピュータ将棋選手権参加。成績：本戦5位/8チーム
- 2006年8月 - 『最強将棋 激指スペシャル』(PS2用)発売
- 2006年12月 - 『スーパー将棋マシン 激指6』発売
- 2007年1月 - 第2回コンピュータ将棋 世界最強決定戦参加。成績：優勝/4チーム
- 2007年4月 - 『激指 定跡道場』発売
- 2007年5月 - 第17回コンピュータ将棋選手権参加。成績：二次予選1位/24チーム、本戦3位/8チーム
- 2007年8月 - 『将棋が強くなる 激指 定跡道場』(PSP用)発売
- 2007年12月 - 『将棋ワールドチャンピオン 激指7』発売
- 2008年1月 - 第3回コンピュータ将棋 世界最強決定戦参加。成績：優勝/4チーム(AI将棋|YSSと同率優勝)
- 2008年5月 - 第18回コンピュータ将棋選手権参加。成績：本戦優勝/8チーム
- 2008年12月 - 『将棋ワールドチャンピオン 激指8』発売
- 2009年2月 - 第4回コンピュータ将棋 世界最強決定戦参加。成績：優勝/4チーム(YSS・東大将棋|棚瀬将棋と同率優勝)
- 2009年5月 - 第19回コンピュータ将棋選手権参加。成績：本戦6位/8チーム
- 2009年12月 - 『将棋レボリューション 激指9』発売
- 2010年5月 - 第20回コンピュータ将棋選手権参加。成績：本戦優勝/8チーム
- 第20回コンピュータ将棋選手権ではボナンザメソッドを激指に導入して参加
- 2010年7月 - 『激指 定跡道場2 優勝記念版』発売
- 2010年12月 - 『将棋ワールドチャンピオン 激指10 優勝記念版』発売
- 2011年8月 - 『最強将棋 激指スペシャル 「激指9＋定跡百選」』発売
- 2011年12月 - 『将棋レボリューション 激指11』発売
- 2012年7月 - 『激指 定跡道場3』発売
- 2012年12月 - 『将棋レボリューション 激指12』発売
- 2013年12月 - 『将棋レボリューション 激指13』発売
- 2015年11月 - 『将棋レボリューション 激指14』発売
- 2017年7月 - 『激指 定跡道場4』発売
- 2019年7月 - 『将棋レボリューション 激指15』発売
- 2020年12月 - 『激指 詰将棋コレクション』発売
- 2022年12月 - 『激指 定跡道場５　令和新戦法完全対応』発売
- 2025年2月 - 『将棋レボリューション 激指16』発売

## 競技会成績
| 大会/年                    | 2000 | 2001 | 2002 | 2003 | 2004 | 2005 | 2006 | 2007 | 2008 | 2009 | 2010 | 2011 | 2012 | 2013 | 2014 | 2015 | 2016 |
| -------------------------- | ---- | ---- | ---- | ---- | ---- | ---- | ---- | ---- | ---- | ---- | ---- | ---- | ---- | ---- | ---- | ---- | ---- |
| 世界コンピュータ将棋選手権 | 12   | 4    | 1    | 3    | 2    | 1    | 5    | 3    | 1    | 6    | 1    | 4    | 6    | 4    | 5    | 7    | 9    |
| 将棋電王トーナメント       |      |      |      |      |      |      |      |      |      |      |      |      |      |      | F    |      |      |
| コンピュータオリンピアード |      |      |      |      |      |      |      |      |      |      | 1    |      |      |      |      |      |      |
| コンピュータ将棋王者決定戦 |      |      | 5    |      |      | 3    |      |      |      |      |      |      |      |      |      |      |      |